# Retábulo Orsini (Martini)
O Retábulo Orsini, Políptico Orsini ou  da Políptico da Paixão é uma pintura produzida em local desconhecido por Simone Martini para devoção privada por um cardeal da família Orsini. Sua data precisa ainda está em discussão. Foi levado para a França muito cedo em sua vida útil e formou uma grande influência sobre os artistas franceses medievais tardios. Está agora dividido entre o Louvre, o Museu Real de Belas Artes de Antuérpia e a Gemäldegalerie.
Na parte de trás do painel do Louvre [Cristo Carregando a Cruz) está o brasão de armas da família Orsini.